# Contea di Stewart (Tennessee)
La contea di Stewart (in inglese Stewart County) è una contea dello Stato del Tennessee, negli Stati Uniti. La popolazione al censimento del 2000 era di 12 370 abitanti. Il capoluogo di contea è Dover.